# 마리아나 데르데리안
마리아나 데르데리안(Mariana Derderián, 1980년 1월 15일 ~ )은 칠레의 배우이다.

## 출연 작품
- 불안한 동거 (2007)